# USS Bergall (SS-320)
USS Bergall (SS-320) — підводний човен військово-морських сил США типу «Балао», споруджений під час Другої світової війни.
Човен спорудила компанія General Dynamics Electric Boat на корабельні у Гротоні, штат Коннектикут. Після проходження випробувань поблизу Нью-Лондона (Коннектикут) та Ньюпорта (Род-Айленд), човен 15 липня 1944 року вирушив до місця служби та 13 серпня прибув до Перл-Гарбору, де увійшов до складу Тихоокеанського флоту.

## Походи
Загалом човен здійснив п'ять бойових походів.

### 1-й похід
8 вересня 1944 року Bergall вийшов до району бойового патрулювання в Південнокитайському морі, при цьому 19 вересня він зайшов для бункерування на Сайпан. У середині жовтня неподалік від затоки Камрань (узбережжя В'єтнаму) човен потопив вантажне судно, а 27 жовтня на західному виході з протоки Балабак (з'єднує Південнокитайське море із морем Сулу) атакував конвой із двох танкерів під охороною двох фрегатів. Танкери раніше забезпечували бункерування японського з'єднання, котре намагалось зірвати висадку американців на Філіппінах, проте після поразки в битві у затоці Лейте отримали наказ слідувати до Брунею. Bergall випустила шість торпед та вразила обидва транспортні судна, одне з яких затонуло, тоді як Itsukushima Maru утримався на плаву. Пошкоджений танкер продовжував перебувати неподалік від місця атаки до 1 листопада, коли затонув внаслідок нових пошкоджень від авіації. 2 листопада, коли Bergall вже прямував до бази у Фрімантлі (узбережжя західної Австралії), у Яванському морі дещо більше ніж за сотню кілометрів на північ від острова Ломбок він потопив артилерійським вогнем невелике малайське судно. Ввечері того ж дня човен пройшов у надводному положенні через протоку Ломбок (відділяє однойменний острів від Балі) та 8 листопада завершив похід.

### 2-й похід
2 грудня 1944 року Bergall знову вирушив до Південнокитайського моря. Зайшовши 5 грудня для бункерування до затоки Ексмут, він через три доби пройшов протоку Ломбок у північному напрямку, а вже 13 грудня був поряд із мисом Камау (найпівденніша точка В'єтнаму). Ввечері цього дня він випустив шість торпед по важкому крейсеру «Мьоко», дві з яких потрапили у ціль. Бій відбувався на мілководді, тому коли човен вдруге спробував вийти в атаку в надводному положенні. Він потрапив під обстріл есмінця ескорту, причому один зі снарядів розірвався над переднім торпедним відсіком, пошкодив міцний корпус та викликав пожежу. Bergall терміново вийшов з атаки. Протягом ночі вдалося загасити вогонь, проте корабель втратив здатність до занурення. У цих умовах командування спрямувало на допомогу інший підводний човен Angler, котрий мав прийняти екіпаж Bergall та затопити його торпедою. Утім, коли кораблі зустрілись 15 грудня, командир Bergall вирішив залишитись на човні з мінімальним екіпажем та спробувати врятувати його. Angler став супроводжувати пошкоджений човен, щоб забрати з нього моряків у випадку нової ворожої атаки. Втім, кораблі пройшли понад 3700 км та прибули 20 грудня до бухти Ексмут не стикнувшись із японцями. 23 грудня після короткого ремонту Bergall перейшов до Фрімантлу. Що стосується «Мьоко», то його вдалось довести на буксирі до Сінгапуру, де він до кінця війни використовувався як плавуча зенітна батарея.

### 3-й похід
19 січня 1945 року човен залишив Фрімантл, через три доби провів бункерування в затоці Ексмут, а в перші години 26 січня пройшов у надводному положенні протоку Ломбок, маючи наказ патрулювати на підходах до неї. Втім, невдовзі він отримав наказ провести рятувальну операцію на південь від протоки і попрямував назад. Тієї ж доби Bergall втретє пройшов протокою, на цей раз у підводному положенні з огляду на денний час. 27 січня між Балі та Ломбоком човен потопив базовий тральщик. За три дні в тому ж районі він торпедував японське судно постачання Arasaki, яке, втім, змогло дійти до Сурабаї, попри додатковий підрив на міні (було відремонтоване, введене в дію та дожило до завершення війни). Далі Bergall попрямував до Південнокитайського моря, де 7 лютого неподалік від Камрані перехопив конвой HI-93. У результаті він потопив кайбокан (фрегат) та пошкодив танкер Toho Maru, котрий зміг дійти до Сінгапура (загинув в червні у Сіамській затоці внаслідок атаки авіації). 17 лютого човен прибув до затоки Субік-Бей (Філіппіни).

### 4-й похід
5 березня 1945 року Bergall знову вирушив до узбережжя Індокитаю. На цей раз він не зміг збільшити свій бойовий рахунок та у підсумку 17 квітня прибув до Фрімантлу.

### 5-й похід
12 травня 1945 року човен попрямував у район бойового патрулювання в Сіамській затоці. Після проходження 18 травня через протоку Ломбок він пошкодив артилерійським вогнем невелике судно прибережного плавання. Утім, добити його не вдалось, оскільки через наближення ворожого літака Bergall занурився, а з огляду на масштаб цілі вирішили не витрачати на неї торпеду. 30 травня в Сіамській затоці біля узбережжя перешийка Кра човен потопив артилерійським вогнем два буксири та п'ять барж. 13 червня під час переслідування конвою за дві сотні кілометрів на південь від Бангкоку Bergall підірвався на міні, виставленій за три місяці до того американською авіацією. 17 червня він передчасно завершив похід у бухті Субік-Бей, після чого вирушив на ремонт на корабельню Portsmouth Navy Yard (атлантичне узбережжя США), куди прибув 4 серпня всього за десять діб до капітуляції Японії.

## Післявоєнна доля
Після ремонту човен до 1950 року ніс службу на Тихому океані, після чого був переведений до Атлантичного флоту. 1 листопада 1954-го під час навчань Bergall зіткнувся з есмінцем USS Norris (DD-859), проте обидва кораблі змогли дійти до бази своїм ходом.
17 жовтня 1958 року човен передали до складу військово-морських сил Туреччини, де він отримав найменування TCG Turgutreis (S 342) і служив до 5 квітня 1983 року. Після демобілізації корабель під назвою Ceryan Botu — 6 використовувала у допоміжних цілях корабельня Gölcük Navy Yard. В 1996-му його остаточно вивели з експлуатації й у квітні 2000-го продали на злам.

## Бойовий рахунок
| Дата       | Назва                           | Тип              | Тоннаж | Місце            |
| 13.10.1944 | Сінсю Мару                      | вантажне         | 4182   | 11°52'N 109°20'E |
| 27.10.1944 | Ніппо Мару                      | танкер           | 10528  | 7°9'N 116°40'E   |
| 27.01.1945 | Прибережний тральщик № 102      | базовий тральщик | 174    | 8°37'S 115°39'E  |
| 07.02.1945 | Корабель берегової оборони № 53 | фрегат           | 800    | 12°4'N 109°22'E  |

Крім того, човен пошкодив танкер Itsukushima Maru (10007 BRT), котрий ще 5 діб продовжував перебувати в районі атаки та затонув після додаткових пошкоджень від авіації.